# Luftmassengrenze
Eine Luftmassengrenze ist ein Gebiet, in dem zwei Luftmassen unterschiedlicher Temperatur oder Feuchte aufeinandertreffen und keine die andere verdrängen kann. 

## Entstehung und Auswirkung
Luftmassengrenzen sind typischerweise 20 bis 200 Kilometer breit. Sie entstehen, wenn warme Luft (Warmfront) auf kalte Luft (Kaltfront) trifft. An der Luftmassengrenze entstehen große Niederschlagsmengen, da die Grenze oft stunden- oder sogar tagelang örtlich stabil bleibt.  
Im Sommer werden durch die Hebung oft Gewitter initiiert, im Winter fällt z. B. auf der kalten Seite Schnee bei deutlichen Minusgraden, während es wenige Kilometer weiter bei Plustemperaturen regnet. Luftmassengrenzen sind nicht immer an ein Tiefdruckgebiet gebunden, aber an ihrer Grenze können kleine eigenständige Tiefs (Randtiefs) entstehen. In den Übergangsjahreszeiten Frühjahr und Herbst sind die Luftmassengrenzen nicht so ausgeprägt, weshalb keine Extremwetterlagen zu erwarten sind.

## Quelle und Weblink
- Wetterlexikon des DWD